# Svenska grammofonpriset
Svenska grammofonpriset — littéralement « prix du gramophone suédois » — est une distinction honorifique venant couronner les enregistrements phonographiques suédois s'étendant des années 1977 à 1983.
Le « Prix du phonogramme suédois » — intitulé Svenska fonogrampriset — y succède de 1984 à 1987.
Leurs attributions équivalent en quelque sorte à celles dont se prévalent respectivement l'académie Charles-Cros et le Grand prix du disque de l'Association de la presse phonographique.

## Svenska grammofonpriset

### Lauréats
1977
- Musik av György Ligeti; Gunilla von Bahr (flûte), Torleif Lännerholm (hautbois), Eva Norwall (clavecin), Voces intimae, Orchestre symphonique de la radio suédoise, dirigé par Elgar Howarth — BIS (LP 53)
- Musica Dolce — BIS (LP 57)
- Allan Pettersson, Symfoni nr. 6; Norrköpings symfoniorkester, dirigé par Okko Kamu — CBS (76553)
- Mats Persson piano; Mats Persson (piano) — Caprice Records (CAP 1071)
- Gösta Nystroem, Sinfonia breve & Vagn Holmboe, Symfoni nr. 10, op. 105; Göteborgs symfoniorkester, dirigé par Sixten Ehrling — Caprice Records (CAP 1116)
- Lars Gullin, Aeros Aromatica Atomica Suite; Bernt Rosengren, Lars Gullin, Radiojazzgruppen — EMI (C 062-352-35282)
- Musikalisk salong; Håkan Hagegård, Thomas Schuback — EMI (E 061-35224)
- å än är det glädje å än är det gråt; Marie Selander (chant), Styrbjörn Bergelt, Susanne Broms — Ett minne för livet / MILP (MILP 001)
- Barock; Drottningholms Barockensemble — Proprius (PROP 7761)
- Cantate Domino; Oscars motettkör Alf Linder, Torsten Nilsson, Marianne Mellnäs — Proprius (PROP 7762)
- Knäppupplevelser; Povel Ramel med flera artister — Sonet Records (KNÄPPUPP BULP)
- Olle Adolphson sjunger Evert Taube – Jag har skrivit till min flicka; Olle Adolphson — Telestar (TRS 1115/6)

1978
- Jag nu den pärlan funnit har... – Folkliga koraler och andliga visor från Dalarna; Margareta Jonth, Alm Nils Ersson, Kungs Levi Nilsson, Lars Jobs — BIS (BIS LP 82)
- orgueverk av Max Reger; Alf Linder, orgue — Caprice (Caprice 1129)
- Janos Solyom spelar Rachmaninovs Pianokonsert nr 2; Janos Solyom, piano — Caprice (Caprice 1106)
- Folkmusik i Sverige: Vaggvisor och ramsor; Traditionsinspelningar från Svenskt visarkiv — Caprice (Cprice 1132)
- Bo Linde – Algot Haquinius : Streichquartette; Slovakiska kvartetten — Deutsche Grammophon
- Röster från Stockholmsoperan under 100 år; (Red. Carl-Gunnar Åhlén) — EMI
- Franz Berwald – The Four Symphonies, Piano Concerto, Violin Concerto, Overtures and Tone Poems; Kungliga Filharmoniska Orkestern, Marian Migdal (piano), Arve Tellefsen (violon), dirigé par Ulf Björlin — EMI (SLS 5096)
- Jazz at the Pawn Shop; Arne Domnérus, Bengt Hallberg, Georg Riedel, Egil Johansen, Lars Erstrand — Proprius (7778)
- Tre Fasliga Fåglar – Sånger av Laci Boldeman; Håkan Hagegård, Thomas Schuback, Adolf Fredriks Bachkör, dirigé par Anders Öhrwall — Proprius (7771)
- Lars-Erik Larsson – En vintersaga, Violinkonsert, Concertino för violin ; Stockholms filharmoniska orkester, Leo Berlin, violon, dirigé par Stig Westerberg — Swedish Society Discofil

1979
- Nox Angustiæ‚ Oscars motettkör, Karl-Erik Welin, Marianne Mellnäs, dirigé par Torsten Nilsson — BIS (LP 123)
- Crafoordkvartetten – Musik av Bäck, Eliasson, Eklund, Hemberg; Gert Crafoord med Crafoordkvartetten — Caprice (CAP 1139)
- Wilhelm Stenhammar – Symfoni nr 2 i g-moll, op. 34; Stockholms filharmoniska orkester, dirigé par Stig Westerberg — Caprice (CAP 1151)
- Du är det varmaste jag har; Lill Lindfors — Metronome (MLP 15.632)
- Voulez-Vous; ABBA — Polar Music (POLS 299)
- Allan Pettersson – Symfoni nr 8; Orchestre symphonique de Baltimore, dirigé par Sergiu Comissiona — Polar Music (POLS 289)
- Twixt Dream and Reality – Musik av Ives, Lewkovitch, Kaufmann, Lidholm, Rabe; Bromma kammarkör, dirigé par Bo Johansson — Proprius (7802)
- Jag vet en äng...– Kristina Stobaeus sjunger om Maria; Kristina Stobaeus — Proprius (7799)
- Viksta Lasse; Viksta-Lasse, spelman — Sonet Records (SLP 2074)
- Edsberg 1979 – Sveriges Radios Musikskola Edsberg 20 år; från Sveriges Radios musikskola Edsberg — Sveriges Radio

1980
- Edvard Grieg – The Complete Piano Music; Eva Knardahl, piano — BIS (LP 106–116)
- Bengt Emil Johnson – In Time, Vittringar, Escaping; Bengt Emil Johnson, elektroniskt — Caprice (LP 1174)
- Adolf Wiklund – Pianokonsert nr 2 i h-moll, op. 17, 3 stycken för stråkorkester och harpa, chant till våren; Greta Erikson, piano, Orchestre symphonique de la radio suédoise, dirigé par Stig Westerberg — Caprice (LP 1165)
- Ingvar Lidholm – Musik för stråkar, Greetings from an Old World, Kontakion; Orchestre symphonique de la radio suédoise m. fl. —
- Göran Söllscher – J.S. Bach Fuga i g-moll, Preludium, Fuga och allegro i ess-dur; Fernando Sor Morceau de concert, op. 54, Sonat i c-dur, op. 15; Göran Söllscher, guitare — Deutsche Grammophon (2531195)
- Styrbjörn Bergelt – Tagelharpa och Videflûte — Musiknätet Waxholm (MNW 8F)
- The Hallberg Touch – Bengt Hallberg Plays Old Favourites; Bengt Hallberg, piano — Phontastic (7524)
- Lätt på sne'; Kvintetten Olsson — Phontastic (7524)
- Mångård – Tonsättningar av Åke Malmfors, Erland von Koch, Lillebror Söderlundh; Cantus-kören, dirigé par Marianne Hillerudh — Proprius (7819)
- Otto Olsson – Erik Lundkvist spelar Otto Olsson på Gustav Vasas kyrkas orgue i Stockholm — Proprius (7825-26)

1981
- Carl Nielsen – The Complete Piano Music; Elizabeth Westenholz, piano — BIS (LP 167/168)
- Svensk körmusik från 1970-talet 1-2; Bromma kammarkör, Kammarkören, Radiokören, Storkyrkans kammarkör, dirigé par Eric Ericson, Bo Johansson, Siegfried Naumann, Gustaf Sjökvist — Caprice (LP 3024–25)
- Göran Söllscher – A. Barrios, J. Dowland, M. Ponce; Göran Söllscher, guitare — Deutsche Grammophon (2531)
- Ture Rangström – Kung Eriks visor, Symfoni nr 3, "Sång under stjärnorna"; Helsingborgs symfoniorkester, diregenter Janos Fürst, John Frandsen — EMI (7C 061-35774)
- Sven-Erik Bäck – Motetter; Kammarkören, Radiokören, dirigé parer Sven-Erik Bäck, Eric Ericson — Phono Suecia (PS 10)
- George Gershwin – Gershwin–Evergreen!; Lena Ericsson, Carli Tornehave, Ove Lind and his Swedish All Stars — Phontastic (Phont 7410/11)
- Franz Liszt; Sylvia Lindenstrand, chant, Janos Solyom, piano — Phontastic (ARTE 71111)
- Super Trouper; Abba — Polar Music (POLS 322)
- Gullebarn – Heidenstam tonsatt av Peterson-Berger, Stenhammar, Rosenberg, Rangström; Margareta Hallin, chant, Rolf Lindblom, piano — Proprius (PROP 7835)
- Karl Karlsson Jularbo – Ett dokument 1913-1922 — Replay (REP-D-1)

1982
- Svenska ballader och sånger; Håkan Hagegård med Sveriges Radios symfoniorkester, dirigé par Kjell Ingebretsen — Caprice (CAP 1142)
- Siegfried Naumann – orgueverk; Erik Lundkvist, orgue, Björn Liljequist, slagverk — Caprice (CAP 1175)
- Åke Hermanson – Utopia och Symfoni nr 1; Sveriges Radios symfoniorkester, dirigé par Leif Segerstam, Stockholms filharmoniska orkester, diregent Antal Doráti — Caprice (CAP 1206)
- Charles Ives – Three Quarter-Tone Pieces, Marcel Duchamp – La mariée mise à nu par ses célibataires, mème, John Cage – A Book of Music for Two Prepared Pianos; Mats Persson och Kristine Scholz, duopianister — Caprice (CAP 1226)
- Svensk jazzhistoria, volym 2 – "Hot"-epoken 1930-1936; Gruppen för svensk jazzhistoria, Jazzavdelningen vid Svenskt visarkiv — Caprice (CAP 2010)
- Tomas Örnberg's Blue Five featuring Kenny Davern — Opus 3
- Johan Agrell : Sex Sinfonier; Nationalmusei kammarorkester, dirigé par Claude Génetay — Polar Music (PMC 349)
- Marcel Duruflé – Suite, op 5, Prélude, Adagio et Coral varié, Prelude et fugae; Torvald Torén, orgue (Hedvig Eleonora kyrka i Stockholm) — Proprius (7854/55)
- Stina Sundell – Verk av César Franck, Maurice Ravel, Frédéric Chopin, Alban Berg, Carl Nielsen — Sveriges Radio (SR LP 1361/62)
- Det var bättre förr! Sonora 1932-1982 — Sonora (6362 090/099)

1983
- Anders Eliasson – Musik för klarinett; Kjell-Inge Stevensson, klarinett, Savinkvartetten, Ola Karlsson, cello, Roland Pöntinen, piano — Artemis Records (ARTE 7115)
- Music in Sweden (hela skivserien) – Folkmusik i förvandling — Caprice (CAP 1168)
- Ingvar Lidholm – Skaldens natt; Sveriges Radios symfoniorkester, Radiokören, Kammarkören, dirigé par Herbert Blomstedt, Iwa Sörensson, chant — Caprice (CAP 1269)
- Sven-David Sandström – Requiem; (text: Tobias Berggren), Sveriges Radios symfoniorkester, Radiokören, Kammarkören, flickkör, dirigé par Leif Segerstam — Caprice (CAP 2015 1-2)
- Johan Helmich Roman – oboe d'amore-konsert, Golowinmusiquen, Svit + Johann Gottlieb Naumann – cembalokonsert; Per-Olof Gillblad, hautbois d'amour, Eva Nordenfelt-Åberg, clavecin, Capella Calmariensis, dirigé par Claes-Merithz Pettersson — EMI (7c 061-35936)
- Odeon-kavalkaden 1906-1955 — Odeon / EMI, producent Robert W. Rönström
- Skyline Drive; Arne Domnérus, Bengt Hallberg — Phontastic (PHONT 7540)
- Drottningholmsmusiken – Johan Helmich Roman; Nationalmusei kammarorkester, dirigé par Claude Génetay — Polar Music (POLS 361)
- Pellepepsperssons Kapell – Persson sjonger Persson; Peps Persson m.fl. — Sonet Records (SLP 2725)
- Hans Leygraf – Mozart Pianosonater vol. 1 — Sveriges Radio (SRLP 1391/2)

## Svenska fonogramartistpriset

### Lauréats
1984
- Carl Jonas Love Almqvist – Sånger och pianostycken; Iwa Sörenson, chant, Lennart Hedwall, hammarklaver — Bluebell (BELL 161)
- Musica Sveciae – Fornnordiska klanger – rekonstruktion av musik från stenåldern, bronsåldern och järnåldern; utarbetat av Cajsa Lund — Musica Sveciae
- Jakob Lindberg – Italian Music for Lute and Chitarrone; Jakob Lindberg, luth et chitarrone — BIS (LP 226)
- The Kroumata Percussion Ensemble – John Cage, Henry Cowell, Torbjörn Iwan Lundquist, Yoshihse Teire; Kroumata — BIS (CD 232)
- Julius; Julius Jacobsen, Visby Big Band, Filharmoniska Brassensemblen, Arne Domnérus, Bengt Hallberg, Georg Riedel — Phontastic (7542)
- Per Gudmundson, säckpipa, med vänner; sång och folkliga instrument — Giga Folkmusik (Clp-8)
- Musik från Frihetstiden – Fem sinfonior av Arvid Niclas von Höpken, Hinrich Philip Johnsen, Ferdinand Zellbell d.ä., Anders Wesström och Per Brant; Nationalmusei kammarorkester, dirigé par Claude Génetay — Polar (POLS 383)
- Musica Sveciae – Then Svenska Messan av Johan Helmich Roman; Hillevi Martinpelto, Anne Sofie von Otter, Mikael Samuelson, chant, Adolf Fredriks Bachkör, Drottningholms Barockensemble, dirigé par Anders Öhrwall — Proprius (PROP 9920)
- Jean Sibelius (fyra skivor) – Symfonier 1–3, Finlandia, Kung Kristian-sviten, Romance i C, operan Jungfrun i tornet; Ann-Mari Häggander, Erland Hagegård, Jorma Hynninen, Tone Kruse, chant, Göteborgs symfoniorkester, dirigé par Neeme Järvi – BIS (LP/CD 221, 228, 250, 252)
- Musica Sveciae – Wilhelm Stenhammar – Stråkkvartetter nr 1–6; Freskkvartetten, Gotlandskvartetten, Köpenhamns stråkkvartett – Caprice (CAP 1201–03)
- Double Play; Putte Wickman, klarinett, Claes Crona, piano – Bluebell (148)
- Louis Vierne – orguesymfonierna 2, 4, 5, 6, Aubade, Impromptu, Toccata, Andantino, Clair de lune, Triptyp; Torvald Torén, orgue – Opus 3 (8204–07)

1985
- Aniara av Karl-Birger Blomdahl; Erik Saedén, Radiokören, Radiosymfonikerna, dirigé par Stig Westerberg — Caprice (CAP 2016 :1–2)
- Nalle Puh och Trollkarlens lärling – musik av Sven-Eric Johanson och Paul Dukas; Stefan Ljungqvist, berättare, Göteborgs Symfoniker, dirigé par Lars Benstorp — BIS (LP 259)
- Musica Sveciae – Wilhelm Stenhammar – Sången, symfonisk kantat; Iwa Sörenson, Anne Sofie von Otter, Stefan Dahlberg, Per Arne Wahlgren, Radiokören, Musikhögskolans kammarkör, Barnkör från Adolf Fredriks Musikklasser, dirigé par Herbert Blomstedt — Caprice (CAP 1285)
- Home Suite...; Red Mitchell, kontrabas — Caprice (CAP 1313)
- Magneter; Susanne Alvengren m.fl. — RCA Records (PL 70558)
- Under blågul fana – Regimantal and Other Favourite March Music in Sweden; Arméns Musikpluton — Proprius (PROP 9945)
- Arne Mellnäs – Nocturnes, Rendez-vous 1, L'infinito, Transparence; Maria Höglind, chant, Sonanza, Kjell-Inge Stevensson, klarinett, Harry Spaarney, klarinett, Radiokören, dirigé parer Jan Risberg och Stig westerberg — Phono Suecia (PS 22)
- The Virtuoso Trumpet; Håkan Hardenberger, trumpet, Roland Pöntinen, piano — BIS (LP 287)
- Åke Parmerud – Vittringar och Kren — Tonart (17)
- Europa; Björn J:son Lindh, flûte, Staffan Scheja, piano — Virgin Records Scandinavia (206 000)
- Ställer an en polskner dans (Polskans historia, del 1); Sven Berger/Convivium Musicum, Per Åberg, basun m.m., Tommie Andersson, luth, Karin Jonsson–Hazell, clavecin — Folis (KRLP 5)
- Magnus Andersson – Chitarra con Forza – musik av Mikael Edlund, Hans-Ola Ericsson, Erik Förare, Sven-David Sandström; Magnus Andersson, guitare — Phono Suecia (PS 19)

Särskilt hedersomnämnande:
- Sven Brandel – ett dokument; minnesutgåva av inspelning från 1956 med Sven Brandel, piano — EMI (1361421)

1986
- Berwaldkvartetten spelar John Fernström : Stråkkvartetter nr 5, op. 81, och 8, op. 91, och Hans Söderberg : Stråkkvartett nr 1; Berwaldkvartetten — Big Ben (852 002)
- The Burlesque Trombone; Christian Lindberg, trombone och Roland Pöntinen piano — BIs (CD 318)
- Carl Nielsen – The Complete Orchestral Music (Uvertyr till Maskerade, Klarinettkonsert, Symfoni nr 1; Olle Schill, klarinett, Pia Raanoja och Knut Schram, chant, Göteborgs symfoniorkester, dirigent Chung Myung-whun — Bis (CD 321)
- Hans-Ola Ericsson – Melody to the Memory of Lost Friend X — Caprice (CAP 1330)
- Franz Berwald – 4 Symphonies; Göteborgs symfoniorkester, dirigé par Neeme Järvi — Deutsche Grammophon (415502–2)
- Swede (12 stycken för jazzorkester); Jazz Doctors — Favorit (FA 3)
- Ale Möller – bouzoukispelman med vänner — Giga Folkmusik (GLP 11)
- Kärleksfiol – Klang av understrängar: Stil- och tidstrogna instrument i svensk spelmanstradition; fiol med ljumsträngar; Pelle Björnlert och Anders Rosén på viole d'amour — Hurv (KRLP 8)
- Njutningar; Merit Hemmingson, synthesizer — Lekstugan (LP 8602)
- Musica Sveciae – Ett bondbröllop och andra klassiker från den svenska manskörens guldålder + Musica Sviciae – Ceremoni och serenad; 1800-talets manskör; Orphei Drängar, dirigé par Eric Ericson — Proprius (PROP 9941 + 9944)
- Frank Martin – Mässa för dubbelkör + Ildebrando Pizzetti – Messa di requiem; Mikaeli Kammarkör, dirigé par Anders Eby — Proprius (PROP 9965)
- Gungan och 16 andra svängiga barnvisor (Kurt Larsens sånger i bearbetning); Britt Ling, chant, Stefan Forssen, arrangemang, barnkör och jazzensemble — Tonart (24)

1987
- Eduard Tubin – Requiem for Fallen Soldiers, Symphony nr 10; Göteborgs symfoniker och solister, dirigé par Neeme Järvi — BIS (CD 297)
- Lillebror Söderlundh – Violinkonsert, Svit ur Kejsaren av Portugallien; Leo Berlin, violin, Radiosymfonikerna, dirigé par Stig Westerberg — Caprice (CAP 1297)
- Johan Helmich Roman – The Golovin Music; Drottningholms Barockensemble — Caprice (CAP 21325)
- Musica Sveciae – Johan Helmich Roman – Sonater och Assagi; Jaap Schröder, violin, Johann Sonnleitner, clavecin — Caprice (CAP 1344)
- Carl Nielsen – Symfoni nr 1, Liten svit för stråkar; Radiosymfonikerna, dirigé par Esa-Pekka Salonen — CBS (MK 42321)
- Lars Gullin – The EMI Years 1964-1976 — EMI (LG 1)
- Hans Pålsson, piano – Verk av Ingvar Lidholm, Bo Nilsson, Jan Carlstedt, Torsten Nilsson, Daniel Börtz, Johannes Jansson och Gunnar Bucht — Malmö Audioproduktion (MAP R-8609)
- Sheng – Verk av Bengt Hambraeus, Johannes Johansson och Rolf Martinsson; Helen Jahren, haubois och Hans-Ola Ericsson, orgue — Malmö Audioproduktion (MAP R 8606)
- Uno Stjernqvist – Arior ur operor, operetter och sånger; Uno Stjernqvist, tenor och Lars Roos, piano — Philips Classics (420 344-1)
- Organo con Forza – Verk av Ericsson, Sten Hansson, Ligeti, Scott, Lützow–Holm, Morthenson, Sndström, Mellnäs, Feller, Ungvary; Hans-Ola Ericsson, orgue — Phono Suecia (PS CD 31)
- Miles from Duke; Bengt-Arne Wallin, Nils Landgren och storband (Waermland) — Phono Suecia (PS 28)
- Musica Sveciae – Dygd och ära; adeln och musiken i stormaktstidens Sverige; Capella Nuova och sångsolister, dirigé par Stefan Parkman — Proprius (PROP 9958)

### Fonogramartistpristagare
1985
- Olle Adolphson
- Pål Olle
- Håkan Hagegård
- Ulf Lundell

1986
- Elisabeth Söderström
- Jan Malmsjö
- Stig Ribbing
- Owe Thörnqvist
- Jacob Boethius (prix du producteur de disque)
- Carl-Gunnar Åhlén (prix spécial avec distinction)
- Hans Gefors (prix culturel Bang & Olufsens)

1987
- Nicolai Gedda
- Bengt Hallberg
- Cornelis Vreeswijk
- Ebbe Jularbo

## Source
- (sv) Cet article est partiellement ou en totalité issu de l’article de Wikipédia en suédois intitulé « Svenska grammofonpriset » (voir la liste des auteurs).